# 충주 양능길·양여공 묘소
충주 양능길·양여공 묘소(忠州 梁能吉·梁汝恭 墓所)는 충청북도 충주시 엄정면 신만리에 있는 고려시대, 조선시대의 무덤이다. 2012년 1월 6일 충청북도의 기념물 제153호로 지정되었다.

## 개요
양능길은 고려 개국공신으로 충주양씨 문중에서 중시조로 삼고 있으며, 그의 묘소는 형태가 팔각형의 죽절형(竹節形) 모서리 기둥을 새긴 호석(護石)을 두른 특이한 양식이다. 일부 풍화되고 결실된 부분을 보수한 흔적이 있으나, 고려시대 분묘 유적으로 그 유례가 희귀하다.
양능길의 15대손 양여공(梁汝恭)은 조선시대 초기의 인물로 문과 식년시 급제 후 병조정랑까지 오른 인물로, 병조정랑으로 재직 중 치러진 1416년(태종 16) 문과 중시에서 이조정랑 김자(金赭)가 시권을 빼앗아 제출하여 장원을 차지했을 만큼 문장이 뛰어났다. 이후 효자로도 이름이 나 사후 대광보국숭록대부 의정부 영의정으로 증직되었다. 양능길과 양여공은 충주 지역의 인물사에서 중요한 부분을 차지하고 묘소가 원위치에 원형대로 보존되어 있어 하나로 묶어 보호할 필요가 있으므로 충청북도 문화재로 지정되었다.

## 갤러리

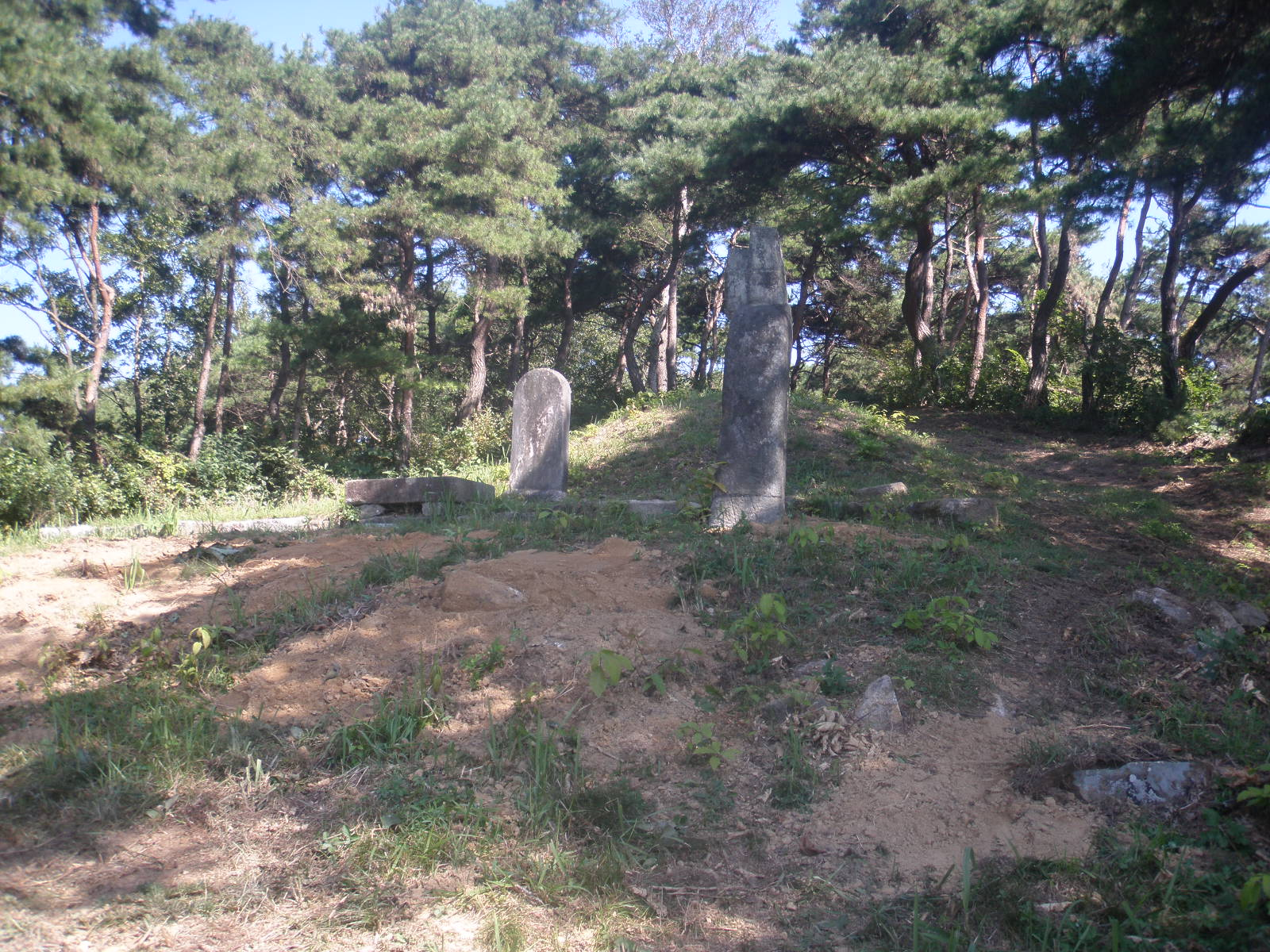
양여공 묘

## 참고 문헌
- 충주 양능길·양여공 묘소 - 국가유산청 국가유산포털